# Tau2 Aquarii
Tau2 Aquarii (τ2 Aquarii, förkortat Tau2 Aqr, τ2 Aqr) som är stjärnans Bayerbeteckning, är en ensam stjärna belägen i den mellersta delen av stjärnbilden Vattumannen. Den har en skenbar magnitud på 4,04 och är synlig för blotta ögat där ljusföroreningar ej förekommer. Baserat på parallaxmätning inom Hipparcosuppdraget på ca 10,3 mas, beräknas den befinna sig på ett avstånd på ca 318 ljusår (ca 97 parsek) från solen. Eftersom stjärnan ligger nära ekliptikan är den föremål för ockultationer av månen.

## Egenskaper
Tau2 Aquarii är en orange till röd jättestjärna av spektralklass K5 III. Baserat på den uppmätta vinkeldiametern, efter korrigering för randfördunkling 5,12 ± 0,05 mas, har den på det uppskattade avståndet en radie som är ca 53 gånger större än solens och utsänder från dess fotosfär ca 700 gånger mera energi än solen vid en effektiv temperatur av ca 3 900 K.